# Северный Йемен на летних Олимпийских играх 1984
Северный Йемен принимал участие в Летних Олимпийских играх 1984 года в Лос-Анджелесе (США) в первый раз за свою историю, но не завоевал ни одной медали. Страну представляли два легкоатлета.

## Лёгкая атлетика
Спортсменов — 2
Мужчины
| Спортсмен           | Вид    | Забег            | Забег | Четвертьфинал | Четвертьфинал | Полуфинал | Полуфинал | Финал     | Финал     |
| Спортсмен           | Вид    | Результат        | Место | Результат     | Место         | Результат | Место     | Результат | Место     |
| ------------------- | ------ | ---------------- | ----- | ------------- | ------------- | --------- | --------- | --------- | --------- |
| Абдулраб Аль-Гхади  | 800м   | 2.05,90          | 8     | Не прошёл     | Не прошёл     | Не прошёл | Не прошёл | Не прошёл | Не прошёл |
| Али Салех Аль-Гхади | 5000м  | 16.06,58         | 13    | Не прошёл     | Не прошёл     | Не прошёл | Не прошёл | Не прошёл | Не прошёл |
| Али Салех Аль-Гхади | 10000м | Не фини- шировал | -     | Не прошёл     | Не прошёл     | Не прошёл | Не прошёл | Не прошёл | Не прошёл |